# Micropsitte à tête fauve
Micropsitta pusio
Espèce
Statut de conservation UICN

 LC  : Préoccupation mineure
Statut CITES
La Micropsitte à tête fauve (Micropsitta pusio) est une espèce de perruche pygmée. Elle est réputée être la plus petite espèce de la famille des Psittacidae et ne mesure que 8 cm pour une dizaine de grammes.

## Répartition
Cet oiseau vit en Nouvelle-Bretagne et le nord/est de la Nouvelle-Guinée.

## Sous-espèces
D'après Alan P. Peterson, 4 sous-espèces ont été décrites :
- Micropsitta pusio beccarii (Salvadori, 1876) ;
- Micropsitta pusio harterti Mayr, 1940 ;
- Micropsitta pusio pusio (P.L. Sclater,1866) ;
- Micropsitta pusio stresemanni Hartert, 1926.